# Władysław Orzeszko
Władysław Orzeszko (ur. 8 stycznia 1895 w Łozowie, pow. grodzieński, zm. między 16 a 19 kwietnia 1940 w Katyniu) – major piechoty Wojska Polskiego, kawaler Krzyża Niepodległości, ofiara zbrodni katyńskiej.

## Życiorys
Był synem Tomasza i Michaliny z Olszewskich. Uczestnik I wojny światowej. Służył w 5 pułku strzelców polskich 2 Dywizji Strzelców Polskich I Korpusu Polskiego. Brał udział w potyczce z bolszewikami pod Uszą w 1918. Wraz z 50 innymi oficerami dostał się do niewoli. Jeńców przewieziono do Mińska. 
W Wojsku Polskim od 1920, służył w wileńskim pułku strzelców w stopniu porucznika. Za walki w szeregach tego pułku otrzymał Krzyż Walecznych po raz pierwszy. Formalnie przyjęty do Wojska Polskiego z byłej armii rosyjskiej, z zaliczeniem do rezerwy i powołaniem do czynnej służby w listopadzie 1921. W Polsce Zbrojnej ukazało się w 1923 ogłoszenie przypominające o odebraniu odznaczeń Krzyża Walecznych. Wspomniany w ogłoszeniu był m.in. Orzeszko. Ukończył kurs doskonalenia młodszych oficerów w 78 pułku piechoty. W 1923 w stopniu kapitana ze starszeństwem z dniem 1 czerwca 1919 i 1716 lokatą służył w 53 pułku piechoty. W 1924 jako kapitan rezerwy piechoty zatrzymany w służbie czynnej został przeniesiony z 53 do 78 pułku piechoty. 1 stycznia 1928 został przemianowany z oficera rezerwy na oficera zawodowego korpusu piechoty w stopniu kapitana ze starszeństwem z dniem 1 lipca 1919 i 34 lokatą. Awansował do stopnia majora 1 stycznia 1930, starszeństwo z dniem awansu i 100 lokatą. W marcu tego roku został przeniesiony do 77 pułku piechoty na stanowisko kwatermistrza. W czerwcu 1930 został przesunięty na stanowisko dowódcy batalionu. W 1934 został przeniesiony z 77 pp do 78 pułku piechoty na stanowisko dowódcy batalionu. W 1935 w stopniu majora z 80 lokatą w swoim starszeństwie służył w 78 pułku piechoty. W sierpniu tego roku zostało mu powierzone stanowisko komendanta PKU Słonim. W marcu 1939 był komendantem KRU Słonim.
W czasie kampanii wrześniowej został internowany na Litwie. W listopadzie 1939 został przekazany przez władze litewskie Rosjanom. Według stanu z kwietnia 1940 był jeńcem kozielskiego obozu. Między 15 a 17 kwietnia 1940 przekazany do dyspozycji naczelnika smoleńskiego obwodu NKWD – lista wywózkowa 029/1 poz 82, nr akt 5 z 13.04.1940. Został zamordowany między 16 a 19 kwietnia 1940 przez NKWD w lesie katyńskim. Został zidentyfikowany podczas ekshumacji prowadzonej przez Niemców w 1943 wpis w księdze czynności pod datą 13.05.1943. Figuruje liście AM-216-1828 (nazwisko zapisano jako Orszeszko) i Komisji Technicznej PCK GARF-65-01828. Przy szczątkach w mundurze majora znaleziono list, pismo urzędowe. Został rozpoznany jako komendant Rejonu Uzupełnień Słonim. Znajduje się na liście ofiar opublikowanej w Gońcu Krakowskim nr 126 i Nowym Kurierze Warszawskim nr 133.   
W Archiwum Robla znajduje się notatnik znaleziony przy zwłokach por. rez. Józefa Klarnera (pakiet 01112-07), w którym Orzeszko jest wymieniony na niedatowanej liście nazwisk jeńców obozu w Kozielsku.   
Krewni do 1990 poszukiwali informacji przez Biuro Informacji i Badań Polskiego Czerwonego Krzyża w Warszawie.   
Był żonaty z Pauliną z Szymańskich, miał troje dzieci. 

## Upamiętnienie
- Minister obrony narodowej Aleksander Szczygło decyzją Nr 439/MON z 5 października 2007 awansował go pośmiertnie na stopnień podpułkownika, Awans zostały ogłoszone 9  listopada 2007, w Warszawie, w trakcie uroczystości „Katyń Pamiętamy – Uczcijmy Pamięć Bohaterów”
- Krzyż Kampanii Wrześniowej – zbiorowe, pośmiertne odznaczenie pamiątkowe wszystkich ofiar zbrodni katyńskiej (1 stycznia 1986)
- Dąb Pamięci zasadzony przez Szkołę Podstawową nr 13 w Olsztynie[22]

## Ordery i odznaczenia
- Krzyż Niepodległości – 3 czerwca 1933 „za pracę w dziele odzyskania niepodległości”[23][24]
- Krzyż Walecznych trzykrotnie[25]
- Srebrny Krzyż Zasługi[25]
- Krzyż Zasługi Wojsk Litwy Środkowej – 11 listopada 1931[26]